# Мамаєвський
Мама́євський (рос. Мамаевский) — селище у складі Кемеровського округу Кемеровської області, Росія.

## Населення
Населення — 161 особа (2010; 69 у 2002).
Національний склад (станом на 2002 рік):
- росіяни — 94 %